# فوميا ساتو
فوميا ساتو (باليابانية: さとうふみや) هي مانغاكا يابانية، ولدت في 22 ديسمبر 1965 في سايتاما في اليابان.

## وصلات خارجية
- الموقع الرسمي
- فوميا ساتو على موقع ANN person (الإنجليزية)